# أليكساندر نيلسون
أليكساندر نيلسون (11 ديسمبر 1990 بمالمو في السويد - ) هو لاعب كرة قدم سويدي في مركز الوسط. لعب مع نادي آسيريسكا.

## وصلات خارجية
- أليكساندر نيلسون على موقع اتحاد السويد (السويدية)
- أليكساندر نيلسون على موقع قاعدة بيانات كرة القدم.إي يو (الإنجليزية)
- أليكساندر نيلسون على موقع Soccerway.com (الإنجليزية)